# Židovský hřbitov v Radeníně
Židovský hřbitov v Radeníně se nachází na návrší, 200 m severovýchodně od obce. Založen byl po příchodu židovských rodin do Radenína před rokem 1674, nejstarší dochovaný náhrobek pochází z roku 1699. Před rokem 1866 byl hřbitov rozšířen do dnešní rozlohy 1403 m2. Hřbitov sloužil i pro město Chýnov a řadu okolních vsí, po roce 1900 též pro zbylé příslušníky původně samostatné náboženské obce v Choustníku. Poslední prameny doložený pohřeb zde byl uložen roku 1938.
Dochováno je 300 náhrobků barokního, klasicistního a moderního typu. Pozoruhodné jsou náhrobky Samuela Sonna s ojedinělým reliéfem slunce, a rabína Leopolda Franka (1751-1842). Je zde pohřben MUDr. Eduard Beneš (1866-1892), starosta Spolku českých akademiků židů.
Několikrát poničený a zpustlý hřbitov, jenž byl v roce 1958 prohlášen kulturní památkou, je postupně opravován z prostředků Židovské obce v Praze.

## Literatura

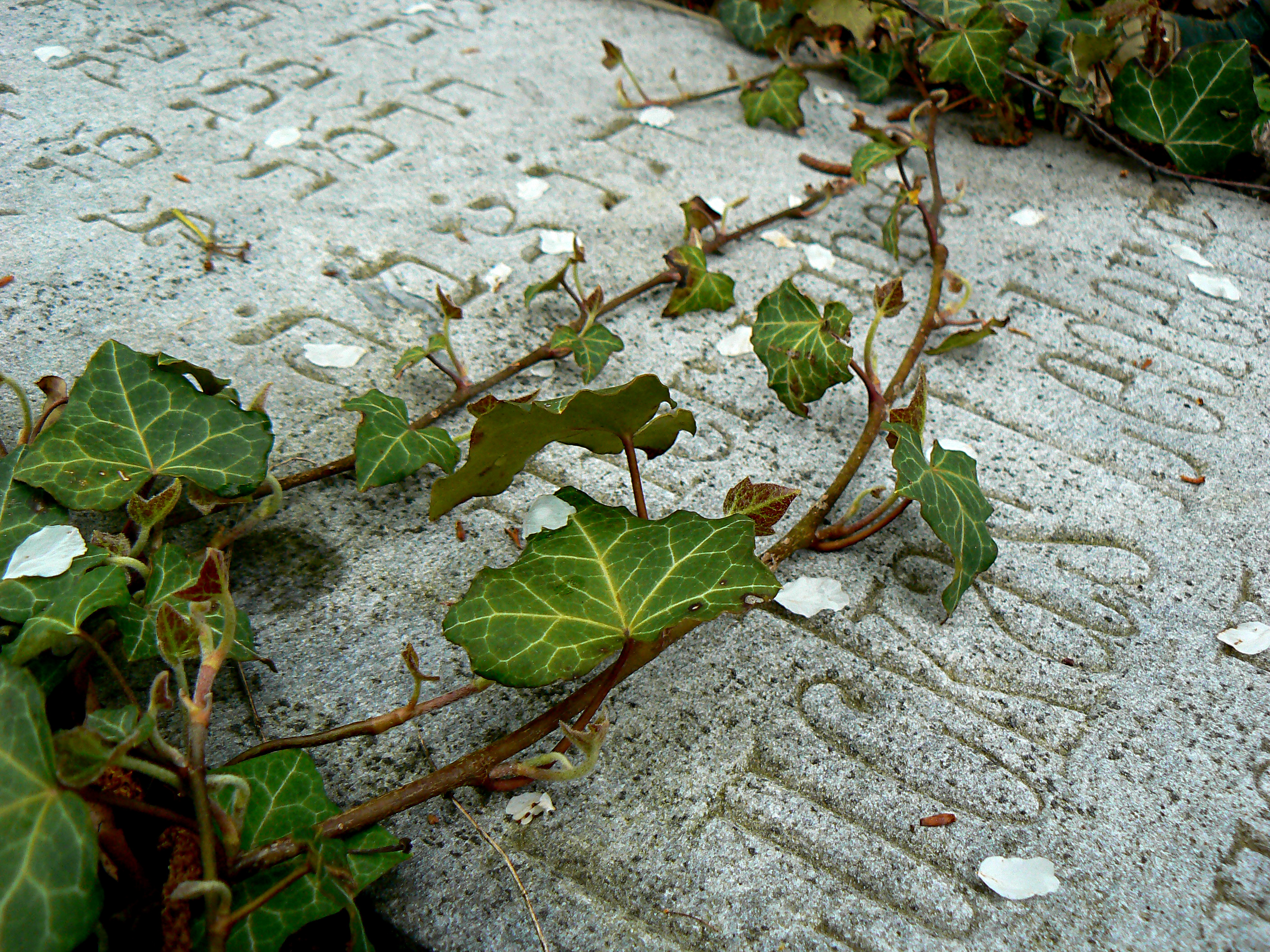
Detail náhrobku